# Karl Adolf Appelberg
Karl Adolf Appelberg, född 12 juni 1851 i Bjärnå, död 8 januari 1915 i Helsingfors, var en finländsk kyrkohistoriker.
Appelberg blev teologie doktor 1896. Han var från 1900 professor i praktisk teologi vid Helsingfors universitet. Hans vetenskapliga forskningar hänförde sig främst till den äldre inhemska kyrkorätten och -förvaltningen; nämnas kan särskilt hans professorsspecimen Bidrag till belysande af kyrkans rättsliga ställning i Sverige och Finland från reformationen intill kyrkolagen 1686 (1900).